# Rosendale (Missouri)
|  | Dieser Artikel wurde aufgrund von inhaltlichen Mängeln auf der Qualitätssicherungsseite des Projektes USA eingetragen. Hilf mit, die Qualität dieses Artikels auf ein akzeptables Niveau zu bringen, und beteilige dich an der Diskussion! Eine nähere Beschreibung der zu behebenden Mängel fehlt. |

Rosendale ist eine Ortschaft im Andrew County im US-Bundesstaat Missouri. Laut Volkszählung im Jahr 2020 hatte sie eine Einwohnerzahl von 119 auf einer Fläche von 0,8 km². Die Bevölkerungsdichte lag bei 149 Einwohnern je km².